# 繩文小田站
繩文小田站（日语：／ Jōmon-Ogata eki */?）是位於秋田縣北秋田市脇神字小田圍之內，秋田內陸縱貫鐵道的秋田內陸線車站。車站名稱「繩文」，是取自車站鄰近的繩文時代後期村落遺蹟伊勢堂岱遺蹟（國家指定史蹟）。

## 歷史
- 1963年（昭和38年）12月10日 - 國鐵阿仁合線小田站啟用。當時車站位於北秋田郡鷹巢町（日语：鷹巣町）[1]。在車站啟用當初已經是無人車站[1]。
- 1986年（昭和61年）11月1日 - 秋田內陸縱貫鐵道接管阿仁合線，成為秋田內陸縱貫鐵道秋田內陸北線（1989年改名為秋田內陸線）[2]。
- 2020年（令和2年）3月14日 - 車站名稱改為繩文小田站[3]。同時部分急行「森吉」開始停靠此站[3]。

## 車站構造
此站是地面車站，設有1面1線的單式月台。此站沒有車站大樓，在月台上設有候車室。

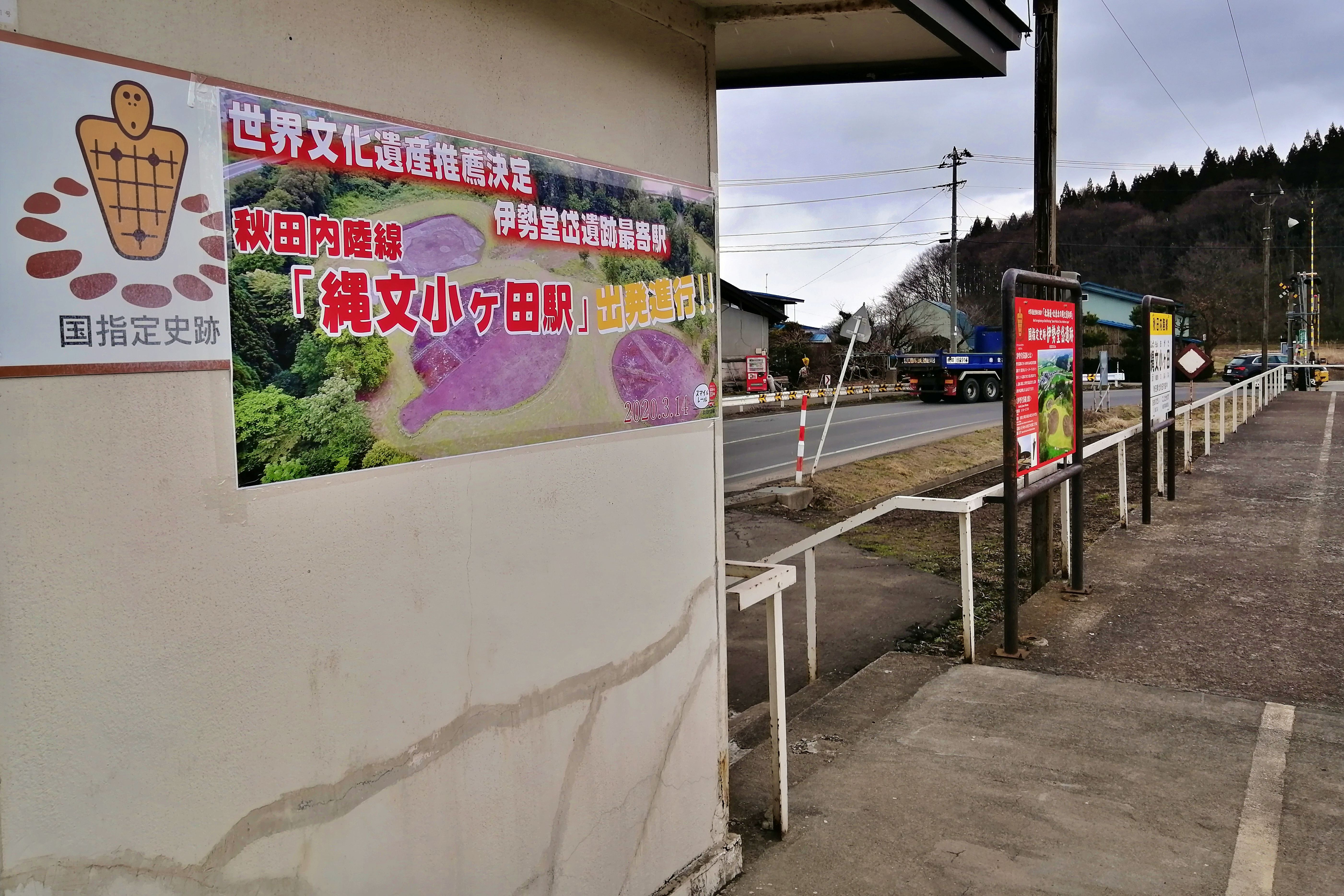
西鷹巢方向
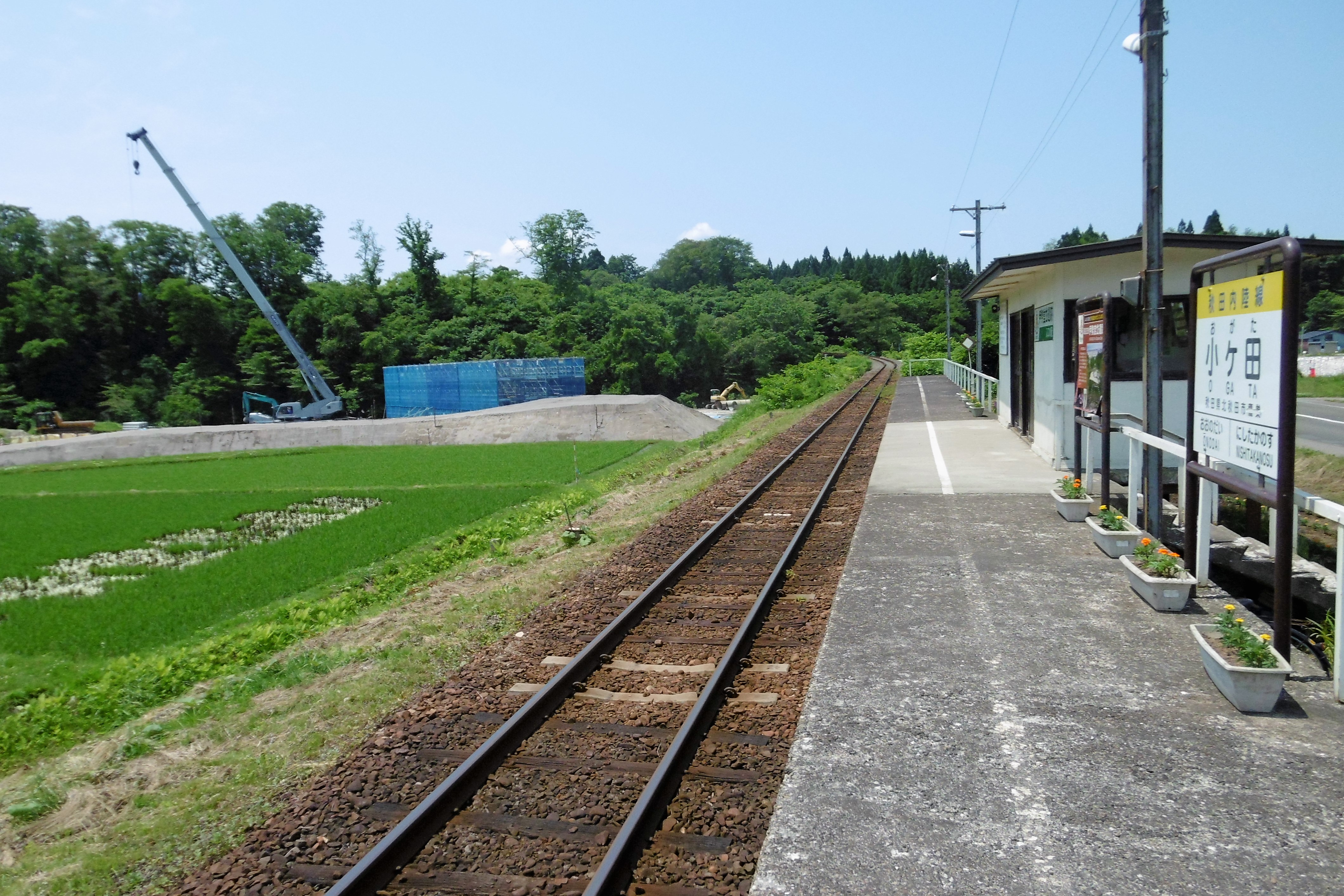
大野台方向

## 使用狀況
| 1日上落車人次 | 1日上落車人次 |
| 年度          | 1日平均人次   |
| ------------- | ------------- |
| 2016年        | 17            |
| 2017年        | 11            |
| 2018年        | 9             |

## 車站周邊
- 米代川（日语：米代川）
- 伊勢堂岱溫泉 繩文之湯
- 大館北秋田森林組合
- 伊勢堂岱繩文館（日语：伊勢堂岱遺跡#伊勢堂岱縄文館）
- 國家指定史蹟 伊勢堂岱遺蹟（日语：伊勢堂岱遺跡）（繩文時代後期）
- 秋田縣道197號木戶石鷹巢線（日语：秋田県道197号木戸石鷹巣線）
- 秋田縣道325号大館能代機場西線（日语：秋田県道325号大館能代空港西線）
- 大館能代機場周邊親睦綠地
- 大館能代機場 - 距離約3公里。

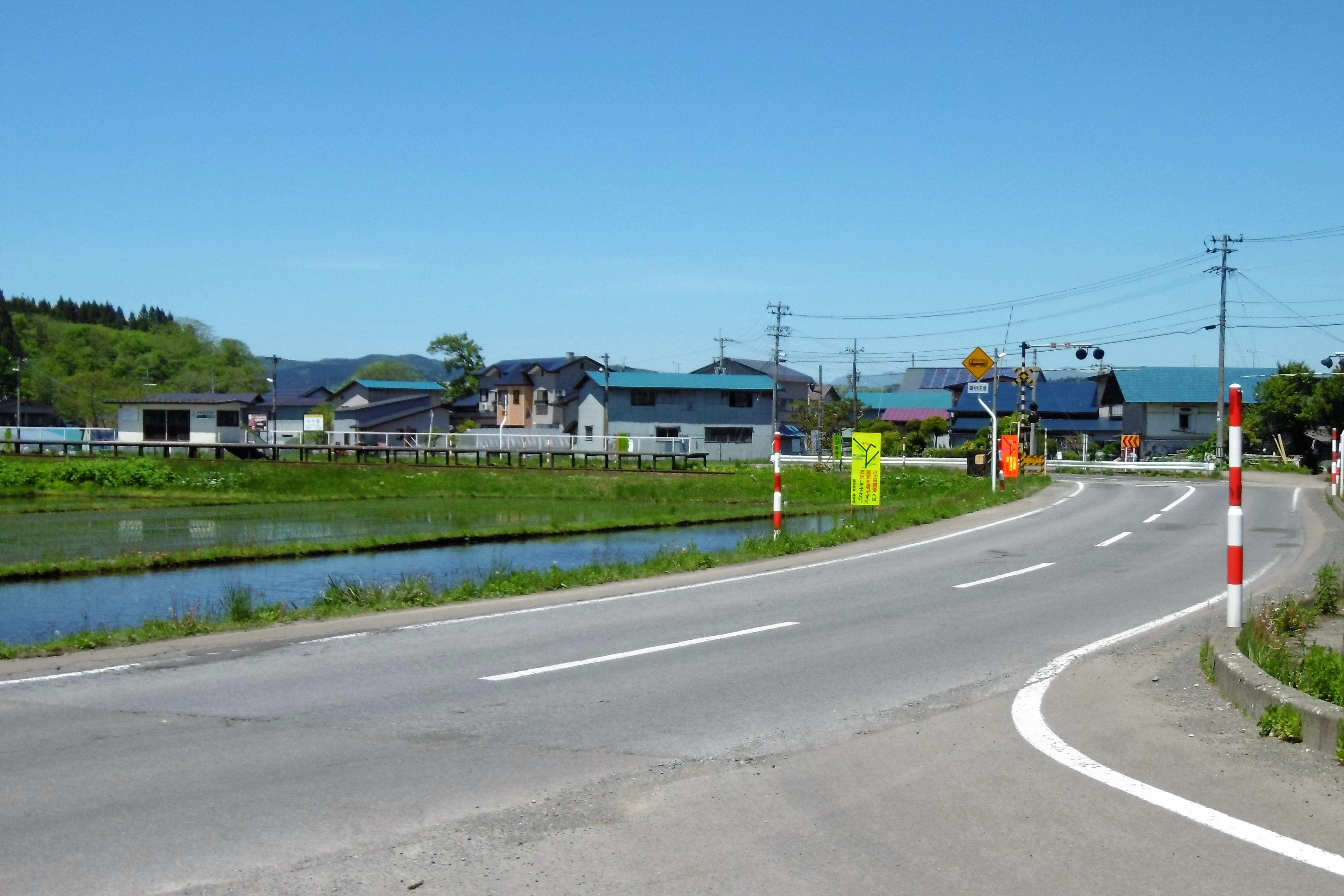
車站周邊
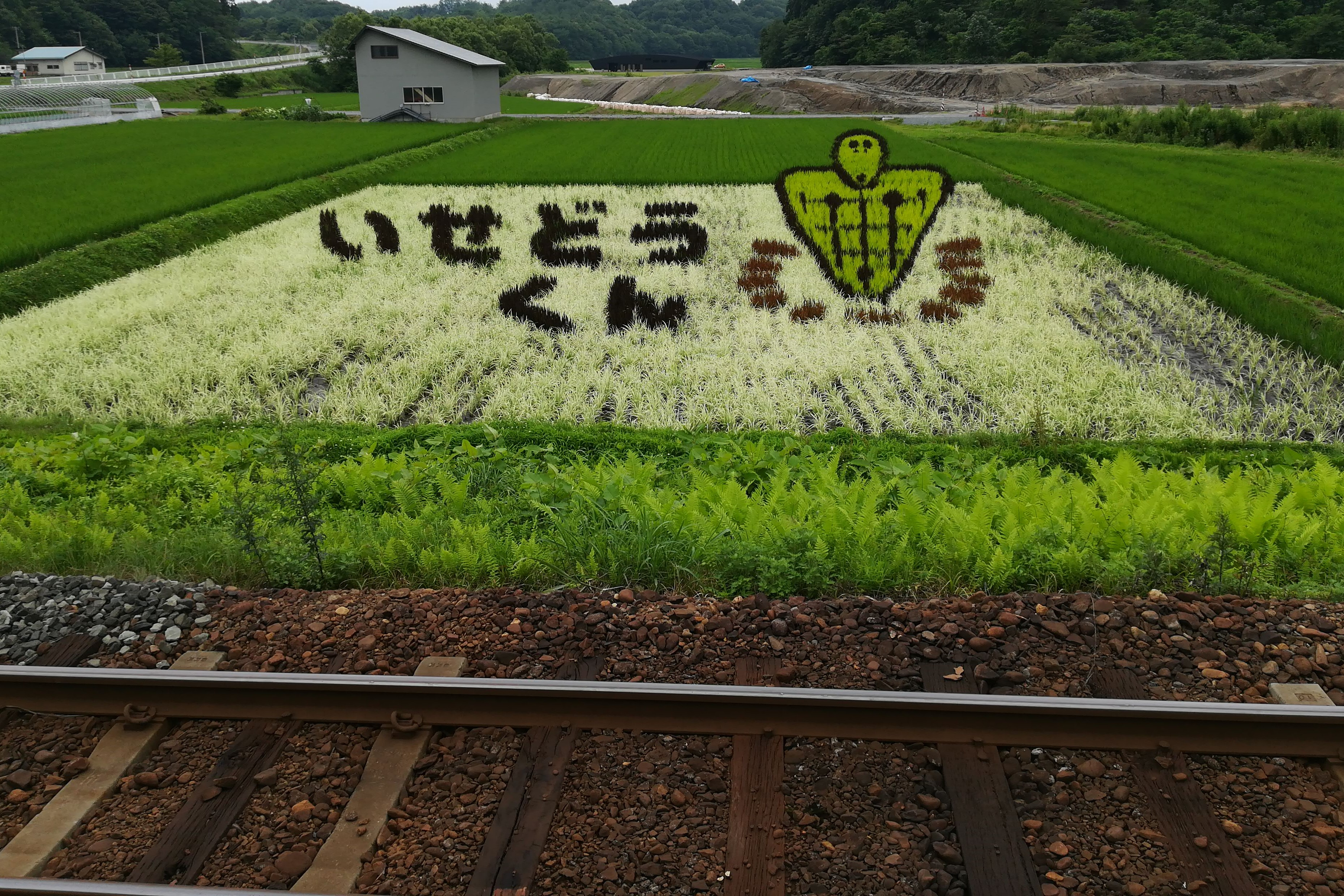
南邊的稻田畫

## 相鄰車站
秋田內陸縱貫鐵道
■秋田內陸線
- 急行「森吉」停車站

鷹巢－繩文小田－合川
□快速、■普通
西鷹巢－繩文小田－大野台

## 注腳
1. 1 2 3 4  “無人駅 阿仁合線小ヶ田駅”. 秋田魁新報 (秋田魁新報社): p.3 (1975年10月20日 夕刊)
2. ↑  . 鐵道雜誌 (鐵道雜誌社). 1987-01, 21 (1): 50 （日语）.
3. 1 2  . 秋田内陸縦貫鉄道. 2020-02-14  [2020-02-22]. （原始内容存档于2020-02-15） （日语）.
4. ↑  国土数値情報(駅別乗降客数データ) （日語） - 統計情報研究，2020年8月30日參閲

## 外部連結
- 路線圖（各站資訊） （页面存档备份，存于）（日語） - 秋田內陸縱貫鐵道